# Black Lightning
Pour les articles homonymes, voir Black Lightning (homonymie).
Black Lightning (Jefferson Pierce) est un personnage de fiction appartenant à DC Comics. Il a été créé par Tony Isabella et Trevor Von Eeden, il apparait pour la première fois dans Black Lightning #1 en avril 1977. Tony Isabella travaillait auparavant sur Luke Cage et décide de créer un super héros noir pour DC Comics avec sa propre série. Mais la crise économique chez DC les obligera à arrêter la série, il apparait dans World's Finest Comics et JLA.

## Biographie fictive
Jefferson Pierce participait au Décathlon des jeux olympiques à l'âge de 18 ans. Il a grandi dans les bas-fonds de Metropolis.
Black Lightning est un allié de Superman et Batman.
Pierce a été marié à Lynn Stewart, avec qui il a deux filles, Anissa et Jennifer. 

## Pouvoirs
Black Lightning maîtrise l'électricité, capable de générer des éclairs assez puissants pour tuer un homme, mais il évite de le faire, utilisant plutôt son pouvoir pour intensifier la force de ses coups.
Il peut absorber l'énergie électrique de tout objet proche, causant des pannes pour alimenter sa force.

## Équipes artistiques
Frank Springer, Rich Buckler, Vince Colletta, Ed Benes, Brad Meltzer, Michael Turner, Andy Lanning, Phil Jimenez, Sandra Hope

## Autres médias
- Batman : L'Alliance des héros : voix de Bumper Robinson en VO et d'Alexis Tomassian en VF.
- Dans Superman/Batman : Ennemis publics, Black Lightning est doublé par LeVar Burton en VO et par Paolo Domingo en VF.
- La Ligue des justiciers : Nouvelle Génération : voix de Khary Payton en VO et Marc Perez en VF.
- Le personnage a sa propre série télévisée entre 2018 et 2021, où il est interprété par Cress Williams. Cress joue également ce rôle dans les séries Flash et Legends of Tomorrow.